# رود اوراک
رود اوراک (روسی: Урак) یک رودخانه در سرزمین خاباروفسک کشور روسیه است.